# Albert Schoop
Albert Schoop (* 28. September 1919 in Hauptwil; † 22. August 1998 in Frauenfeld; heimatberechtigt in Dozwil) war ein Schweizer Kunsthistoriker, Literaturhistoriker und Autor.

## Leben und Werk
Albert Schoop war der Sohn des Lehrers und späteren Friedensrichters Albert und der Bertha, geborene Häberli. Nachdem er von 1935 bis 1939 das Lehrerseminar Kreuzlingen absolviert hatte, studierte er an der Universität Zürich und an der Universität Genf von 1940 bis 1946 Kunst- und deutsche Literaturgeschichte. 1947 heiratete er Elisabeth Naef.
Er unterrichtete von 1946 bis 1959 an der Schweizerischen Alpinen Mittelschule Davos und bis 1984 an der Kantonsschule Frauenfeld.
Als Autor und Herausgeber von zahlreichen historischen Gesamtdarstellungen schrieb Albert Schoop u. a. sein zweibändiges Hauptwerk über das Leben von Johann Konrad Kern sowie Artikel für das Thurgauer Jahrbuch.
Er war von 1962 bis 1982 Präsident der Thurgauischen Museumsgesellschaft und von 1982 bis 1990 des Historischen Vereins des Kantons Thurgau. Für seine Verdienste ehrte ihn die Stadt Frauenfeld mit dem Anerkennungspreis.

## Publikationen (Auswahl)
- Minister Kerns Ballonbriefe aus dem belagerten Paris 1870/1871. In: Thurgauer Jahrbuch. 28. Jg., 1953, S. 19–25 (Digitalisat).
- Minister Kerns Jugendtagebuch. In: Thurgauer Jahrbuch. 34. Jg., 1959, S. 39–46 (Digitalisat).
- Johann Konrad Kern. Huber, Frauenfeld/Stuttgart. Bd. 1: Jurist, Politiker, Staatsmann. 1968. Bd. 2: Die Gesandtschaft in Paris und die Beziehungen zwischen der Schweiz und Frankreich 1857 bis 1883. 1976, ISBN 3-7193-0505-8.
- Ein Thurgauer als Baumeister des Bundesstaates von 1848. In: Thurgauer Jahrbuch. 72. Jg., 1997, S. 131–138 (Digitalisat).